# باك مايلز
باك مايلز (بالإنجليزية: Buck Miles)‏ هو لاعب كرة قدم أمريكية أمريكي، ولد في 10 ديسمبر 1888 في بروكلين في الولايات المتحدة، وتوفي في 21 يونيو 1954.

## وصلات خارجية
- باك مايلز على موقع مرجع كرة القدم المحترفة.كوم (الإنجليزية)